# Кострова (село)
Кострова́ — село в Рыльском районе Курской области. Входит в Березниковский сельсовет.

## География
Село находится на реке Костровка (приток Амоньки в бассейне Сейма), в 105 км западнее Курска, в 9,5 км севернее районного центра — города Рыльск, в 8 км от центра сельсовета — Березники.
Климат
Кострова, как и весь район, расположен в поясе умеренно континентального климата с тёплым летом и относительно тёплой зимой (Dfb в классификации Кёппена).

## Население
| 2002 | 2010 |
| ---- | ---- |
| 205  | ↘148 |

## Инфраструктура
Личное подсобное хозяйство. Общеобразовательная школа. В селе 90 домов.

## Транспорт
Кострова находится в 7 км от автодороги регионального значения 38К-017 (Курск — Льгов — Рыльск — граница с Украиной), в 3 км от автодороги 38К-040 (Хомутовка — Рыльск — Глушково — Тёткино — граница с Украиной), на автодороге межмуниципального значения 38Н-707 (38К-040 — Кострова), в 9,5 км от ближайшей ж/д станции Рыльск (линия 358 км — Рыльск).
В 175 км от аэропорта имени В. Г. Шухова (недалеко от Белгорода).